# Ngôn ngữ nói
Ngôn ngữ nói còn gọi là khẩu ngữ, văn nói (văn ở đây có nghĩa là ngôn ngữ) là một ngôn ngữ được tạo ra bởi những âm thanh rõ ràng, trái ngược với một ngôn ngữ viết. Nhiều ngôn ngữ không có hình thức viết và vì vậy, chỉ được nói.

## Bối cảnh
Trong ngôn ngữ nói, phần lớn ý nghĩa được xác định bởi bối cảnh. Điều đó, trái ngược với ngôn ngữ viết, trong đó, nhiều ý nghĩa được cung cấp trực tiếp bởi văn bản. Trong ngôn ngữ nói, sự thật của một đề xuất được xác định bởi tham chiếu thông thường để trải nghiệm nhưng trong ngôn ngữ viết, một sự nhấn mạnh lớn hơn được đặt vào lập luận hợp lí và mạch lạc. Tương tự, ngôn ngữ nói có xu hướng truyền đạt thông tin chủ quan, bao gồm mối quan hệ giữa người nói và khán giả, trong khi ngôn ngữ viết có xu hướng truyền đạt thông tin khách quan. 
Cả hai ngôn ngữ nói và kí hiệu đều bao gồm các từ. Trong các ngôn ngữ phát âm, các từ được tạo thành từ một bộ nguyên âm, phụ âm giới hạn và thường là âm điệu. Trong ngôn ngữ kí hiệu, các từ được tạo thành từ một tập hợp hạn chế về hình dạng, định hướng, chuyển động vị trí của bàn tay và thường là nét mặt; trong cả hai trường hợp, các khối xây dựng được gọi là âm vị. Trong các ngôn ngữ cả nói và kí hiệu, các từ được liên kết về mặt ngữ pháp và có xu hướng liên kết thành các cụm từ, mệnh đề và các đơn vị diễn ngôn lớn hơn. 

## Mối quan hệ giữa ngôn ngữ nói và ngôn ngữ viết
Mối quan hệ giữa ngôn ngữ nói và ngôn ngữ viết rất phức tạp. Trong lĩnh vực ngôn ngữ học, sự đồng thuận hiện nay là lời nói là một khả năng bẩm sinh của con người và ngôn ngữ viết là một phát minh văn hoá. Tuy nhiên, một số nhà ngôn ngữ học chẳng hạn như những người thuộc trường phái Prague cho rằng ngôn ngữ nói có những phẩm chất riêng biệt sẽ chống lại ngôn ngữ viết phụ thuộc vào ngôn ngữ nói vì sự tồn tại của nó. 

## Tiếp thu ngôn ngữ nói
Thính giác của trẻ em tiếp thu ngôn ngữ đầu tiên - tiếng mẹ đẻ bằng cách sử dụng âm thanh xung quanh cho dù là giọng nói, các gợi nhắc (nếu chúng được nhìn thấy) hoặc ám hiệu. Trẻ khiếm thính có thể làm tương tự với ngôn ngữ kí hiệu hoặc ngôn ngữ ám hiệu nếu hệ thống giao tiếp thị giác được sử dụng xung quanh chúng. Theo truyền thống, ngôn ngữ nói được dạy cho chúng theo cùng một cách mà ngôn ngữ viết được dạy để trẻ có thể tiếp thu.